# Kopff (månkrater)
För andra betydelser, se Kopff.
Kopff är en nedslagskrater på månen. Kopff har fått sitt namn efter den tyske astronomen, August Kopff.
Krater har en diameter på ungefär 40 km.

## Satellitkratrar
| Kopff | Latitud | Longitud | Diameter |
| ----- | ------- | -------- | -------- |
| B     | 16.9° S | 86.2° V  | 8 km     |
| C     | 18.3° S | 86.1° V  | 14 km    |
| D     | 19.9° S | 89.8° V  | 13 km    |
| E     | 16.0° S | 89.8° V  | 12 km    |